# Светски дан поште
Светски дан поште је међународни дан који се сваке године обележава 9. октобра, на годишњицу Светског поштанског савеза (СПЗ), који је основан 1874. године у Берну, у Швајцарској. СПЗ је био почетак глобалне комуникацијске револуције, уводећи могућност слања писама широм света. Светски дан поште покренут је 1969. године. Од тада, земље широм света учествују у прославама како би истакле важност поштанских услуга. Поште у неким земљама одржавају посебне изложбе колекција марака и радионице о историји поште. СПЗ организује међународно такмичење за младе у писању писама. Од 1969. године, савез 9. октобра проглашава годишње најбоље поштанске услуге године.
Поштански системи су у функцији много векова. Још у прошлости, људи су слали писма једни другима. Достављали су их пешке или на коњима посебним гласницима. Од 1600-их први национални поштански системи почели су да ничу у многим земљама. Они су били организованији и многи људи су могли да их користе. Земље су се полако сложиле да размењују пошту на међународном нивоу. До касних 1800-их постојала је глобална поштанска служба, али је била спора и компликована. Оснивање Светског поштанског савеза 1874. године отворило је пут за ефикасну поштанску службу која данас постоји. Године 1948. савез је постао агенција Уједињених нација.

## Историја
9. октобар је први пут проглашен за Светски дан поште на Конгресу Светског поштанског савеза у Токију, у Јапану 1969. године. Предлог је поднео Шри Ананд Мохан Нарула, члан индијске делегације. Од тада се Светски дан поште обележава широм света како би се истакао значај поштанских услуга. Поште у многим земљама користе овај догађај за представљање или промоцију нових поштанских производа и услуга.
Тема прославе дана поште 2023. године била је: Заједно за поверење: Сарадња за сигурну и повезану будућност.
Поште играју кључну улогу у неговању кохезивних, инклузивних, повезаних заједница. Тренутно се у руке преко пет милиона поштанских службеника поверава мноштво основних и личних ствари, од порука, поклона и робе, до новца и лекова.

## Такмичење
Годишњи конкурс, који је покренут 1971. године, има за циљ да промовише писменост међу децом кроз уметност писања писама. Привлачећи више од 1,2 милиона глобалних учесника сваке године, такмичење подстиче младе од 9 до 15 година да пишу писма на дату тему. Једна од тема је била: „Замислите да сте супер херој и ваша мисија је да учините све путеве широм света безбеднијим за децу. Напишите писмо некоме објашњавајући које би вам супер моћи биле потребне да бисте остварили своју мисију.“